# Silvia Zanardi
Silvia Zanardi (* 3. März 2000 in Fiorenzuola d’Arda) ist eine italienische Radsportlerin, die auf der Bahn und auf der Straße aktiv ist.

## Sportlicher Werdegang
Silvia Zanardi stammt aus einer Radsportfamilie; auch ihr älterer Bruder Andrea war als Radsportler aktiv. Ihre Mutter wollte nicht, dass sie Radrennfahrerin wurde, doch sie setzte sich durch. Mit acht Jahren begann sie mit dem Radsport, seit 2013 ist sie im Leistungsradsport aktiv und wurde mehrfach italienische Meisterin in verschiedenen Altersklassen.
2018 wurde Zanardi Junioren-Weltmeisterin im Punktefahren und in der Mannschaftsverfolgung (mit Giorgia Catarzi, Sofia Collinelli und Vittoria Guazzini). Bei den Junioren-Europameisterschaften errang sie mit dem italienischen Vierer auch den Europatitel. 2020 wurde sie auf dem Velodromo Attilio Pavesi in ihrem Geburtsort U23-Europameisterin im Punktefahren sowie Dritte in dieser Disziplin bei den Europameisterschaften der Elite im bulgarischen Plowdiw.
Bei den U23-Europameisterschaften 2021 in Apeldoorn errang Zanardi die Titel in Punktefahren, Einerverfolgung und in der Mannschaftsverfolgung (mit Chiara Consonni, Eleonora Gasparrini und Martina Fidanza). Wenige Wochen später wurde sie auf der Straße U23-Europameisterin im Straßenrennen. Bei den Bahneuropameisterschaften der Elite belegte sie mit Martina Alzini, Rachele Barbieri und Martina Fidanza Rang zwei in der Mannschaftsverfolgung. 2022 wurde sie U23-Europameisterin im Punktefahren. Beim Straßenrennen Setmana Ciclista Valenciana gewann sie die Nachwuchswertung. Auch entschied sie eine Etappe der Tour Féminin International des Pyrénées und zwei Etappen der Tour Cycliste Féminin International de l’Ardèche für sich. 2023 gewann sie den Gran Premio della Liberazione und eine weitere Etappe der Tour Cycliste Féminin International de l’Ardèche.
Zur Saison 2024 wurde Zanardi Mitglied im UCI Women’s WorldTeam Human Powered Health. Den ersten Sieg für ihr neues Team erzielte sie beim Eintagesrennen Choralis Fourmies Féminine 2024. 

## Erfolge

### Bahn
2018
- Junioren-Weltmeisterin – Punktefahren, Mannschaftsverfolgung (mit Giorgia Catarzi, Sofia Collinelli und Vittoria Guazzini)
- Junioren-Europameisterin – Mannschaftsverfolgung (mit Gloria Scarsi, Giorgia Catarzi und Sofia Collinelli)

2020
- U23-Europameisterin – Punktefahren
- Europameisterschaft – Punktefahren

2021
- U23-Europameisterin – Punktefahren, Einerverfolgung, Mannschaftsverfolgung (mit Chiara Consonni, Eleonora Gasparrini und Martina Fidanza)
- Europameisterschaft – Mannschaftsverfolgung (mit Martina Alzini, Rachele Barbieri und Martina Fidanza)

2022
- Nations’ Cup in Milton – Mannschaftsverfolgung (mit Elisa Balsamo, Chiara Consonni, Martina Fidanza und Barbara Guarischi)
- Europameisterin – Zweier-Mannschaftsfahren (mit Rachele Barbieri)
- Europameisterschaft – Mannschaftsverfolgung (mit Vittoria Guazzini, Letizia Paternoster, Rachele Barbieri und Martina Fidanza)
- U23-Europameisterin – Zweier-Mannschaftsfahren (mit Matilde Vitillo)
- U23-Europameisterschaft – Punktefahren, Mannschaftsverfolgung (mit Vittoria Guazzini, Letizia Paternoster , Rachele Barbieri und Martina Fidanza)
- U23-Europameisterschaft – Einerverfolgung

2023
- Italienische Meisterin – Ausscheidungsfahren

### Straße
2021
- U23-Europameisterin – Straßenrennen

2022
- Nachwuchswertung Setmana Ciclista Valenciana
- Visegrád 4 Ladies
- eine Etappe Tour Féminin International des Pyrénées
- zwei Etappen und Punktewertung Tour Cycliste Féminin International de l’Ardèche

2023
- Gran Premio della Liberazione
- eine Etappe und Punktewertung Tour Cycliste Féminin International de l’Ardèche

2024
- Choralis Fourmies Féminine